# Krag-Jørgensen
Krag-Jørgensen — система магазинных винтовок, разработанная норвежскими конструкторами Оле Германом Йоханнесом Крагом и Эриком Йоргенсеном, состоявшая на вооружении в различных странах.

## Варианты

### Датские винтовки
- Винтовка Gevær M/89. Вес: 4,27 кг. Длина ствола: 832 мм. Ёмкость магазина: 5 патронов. Рамочный прицел размечен до 2000 м. Патрон: 8x58R[1]
- Винтовка Gevær M/89/08 — вариант 1908 года под новый бездымный патрон с остроконечной пулей. Прицел размечен до 2100 м[1].
- Винтовка Gevær M/89/10 — вариант 1910 года с предохранителем датского оружейника К. К. Г. Барни. С 1925 года все винтовки снабжались стволами с 4 нарезами вместо 6[1].
- Винтовка Ryttergevær m/89/10 — кавалерийская винтовка, разработанная в 1910 году. Вес: 4,04 кг. Длина ствола: 600 мм. Секторный прицел размечен до 2000 м[2].
- Карабин Rytterkarabin m/89/13 — кавалерийский карабин, разработанный в 1913 году. Вес: 3,5 кг. Длина ствола: 610 мм[3].
- Винтовка Ingeniørgevær m/89/17 — сапёрная винтовка, появившаяся в 1917 году. Длина ствола: 600 мм. Имела крепление для штыка[3].
- Карабин Ingeniørkarabin m/89/23 — сапёрная винтовка, переименованная в карабин в 1923 году[3].
- Карабин Rytterkarabin m/89/23 — кавалерийский карабин на основе конструкции сапёрного карабина[3].
- Артиллерийский карабин Artillerikarabin m/89/24 и пехотный карабин Fodfolkskarabin m/89/24 — отличались друг от друга стеблем рукоятки затвора. Вес: 4 кг. Длина ствола: 560 мм. Имели крепление для штыка[3].
- Снайперская винтовка Finskydningsgevær FSK 28 образца 1928 года. Вес: 5,33 кг. Длина ствола: 584 мм. Прицельные приспособления состояли из диоптрического прицела и мушки[4].

### Американские винтовки
- M1892 Rifle (U.S Magazine Rifle, Model 1892) — магазинная винтовка системы Крага-Йоргенсена под патрон .30-40. Вес: 4,24 кг. Длина ствола: 762 мм. Прицельные приспособления включали открытую мушку и ступенчато-рамочный прицел до 1700 м[5].
- M1896 Rifle — винтовка образца 1896 года с разборным шомполом[5].
- M1896 Cadet Rifle — винтовка образца 1896 года, выпускавшаяся небольшой серией. Вес: 4,06 кг. Прицел на 1600 м[5].
- M1896 Carbine — кавалерийский карабин образца 1896 года. Вес: 3,45 кг. Длина ствола: 660 мм. Прицел размечен до 1800 м[6].
- M1898 Rifle — винтовка образца 1898 года с упрощённой технологией производства и прицелом Диксона, размеченным до 1800 м[6].
- M1898 Carbine — карабин образца 1898 года с упрощённой технологией производства и прицелом Диксона, размеченным до 1800 м[6].
- M1898 Gallery Practice Rifle — учебная винтовка под патрон .22 калибра[6].
- M1899 Carbine — карабин с удлинённым цевьём и ствольной накладкой[7].
- M1906 Constabulary carbine — карабин, созданный путём укорачивания ствола стандартной винтовки до 560 мм. Предназначался для филиппинской полиции. Вес: 3,64 кг. Производился до 1914 года[7].

### Норвежские винтовки
- Винтовка Krag-Jørgensengevær m/1894 — конструктивно является американской винтовкой M1892 Rifle, адаптированной под патрон 6,5x55 мм. Вес: 4,05 кг. Длина ствола: 760 мм. Магазин 5-зарядный. Секторный прицел размечен до 2000 м. Имеется крепление для штыка[8].
- Кавалерийский карабин Krag-Jørgensenkarabin for kavaleriet m/1895 — схож с американским карабином M1896 Carbine. Вес: 3,38 кг. Длина ствола: 520 мм[9].
- Карабин Krag-Jørgensenkarabin for bergartilleriet og ingeniørvåpnet m/1897 — предназначен для горной артиллерии и сапёров[9].
- Карабин Krag-Jørgensenkarabin for ingeniørvåpnet m/1904 — сапёрный карабин, получивший крепление для штыка. Вес: 3,87 кг[10].
- Карабин Krag-Jørgensenkarabin for Skoler m/1906 — карабин, предназначенный для начальной военной подготовки в школах. Вес: 3,7 кг[9].
- Карабин Krag-Jørgensenkarabin for feltartilleriet m/1907 — карабин для полевой артиллерии, получивший крепление для штыка[10].
- Krag-Jørgensenkarabin m/1912 — единая короткая винтовка. Вес: 3,96 кг. Длина ствола: 610 мм. Секторный прицел размечен до 2000 м. Имеет для крепление для штыка. Модифицированные варианты назвались «m/1912/16», «m/1912/18», «m/1912/22»[11].
- Винтовка Skarpskyttegevær m/1923 — снайперская винтовка 1923 года. Вес: 4,05 кг. Длина ствола: 665 мм. Прицельные приспособления состояли из мушки и диоптрического прицела. Имеется крепление для штыка[11].
- Винтовка Skarpskyttegevær m/1925 — снайперская винтовка 1925 года. Вес: 4,46 кг. Длина ствола: 760 мм. Прицельные приспособления состояли из мушки и диоптрического прицела. Имеется крепление для штыка[12].
- Винтовка Skarpskyttegevær m/1930 — снайперская винтовка 1930 года. Вес: 5,16 кг. Длина ствола: 750 мм. Прицельные приспособления состояли из мушки и диоптрического прицела. В основном, данная модель создавалась путём переделки m/1923 и m/1925[13].
- Винтовка Krag-Jørgensengevær m/1894/43 — винтовка, производившаяся во время немецкой оккупации в калибрах 6,5×55 мм и 7,92x57 мм[13].